# Myrmica monticola
Myrmica monticola är en myrart som beskrevs av William Steel Creighton 1950. Myrmica monticola ingår i släktet rödmyror, och familjen myror. Inga underarter finns listade i Catalogue of Life.

## Bildgalleri

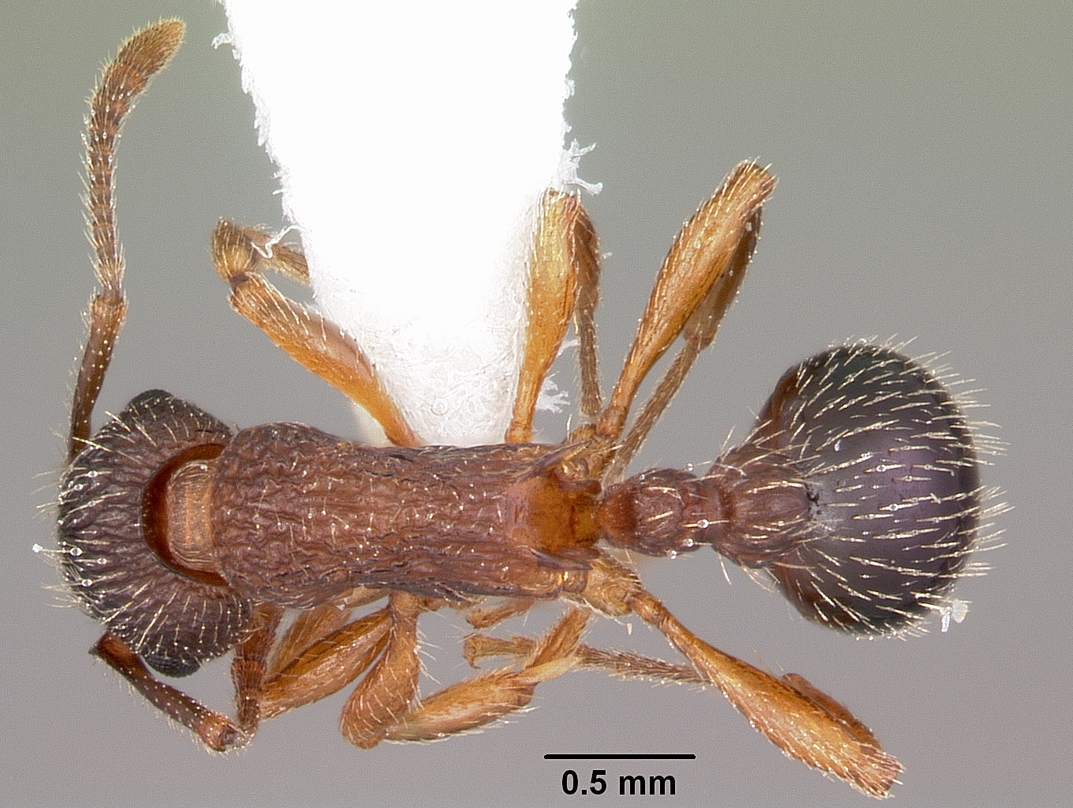
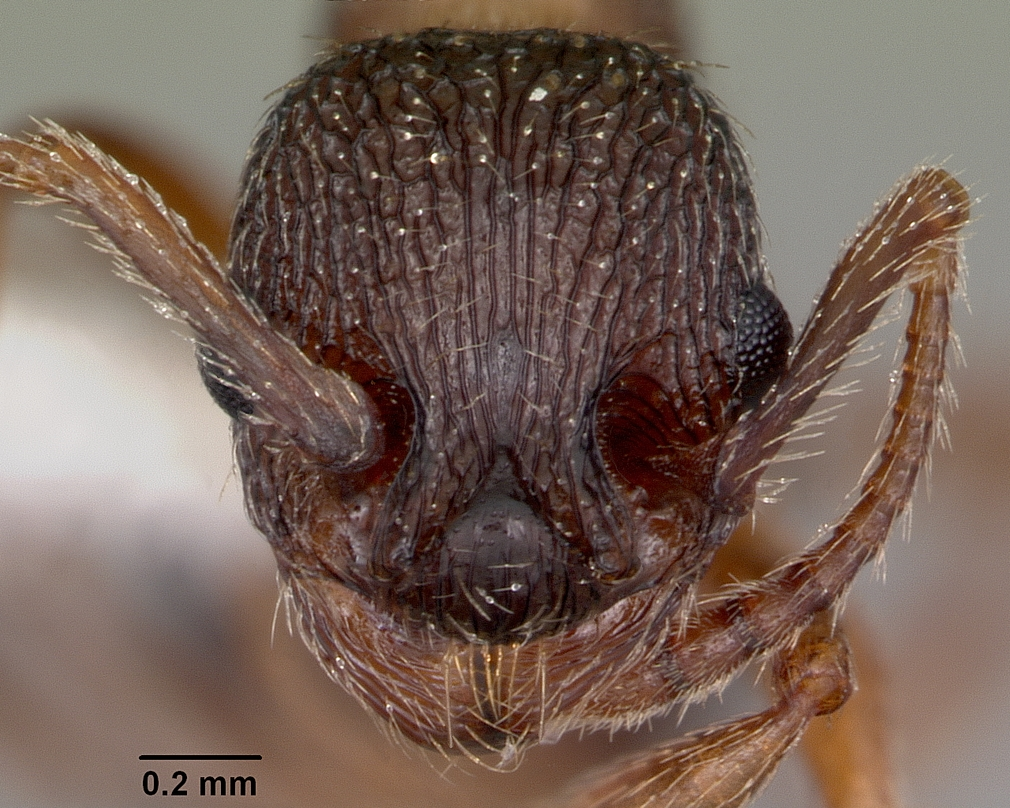
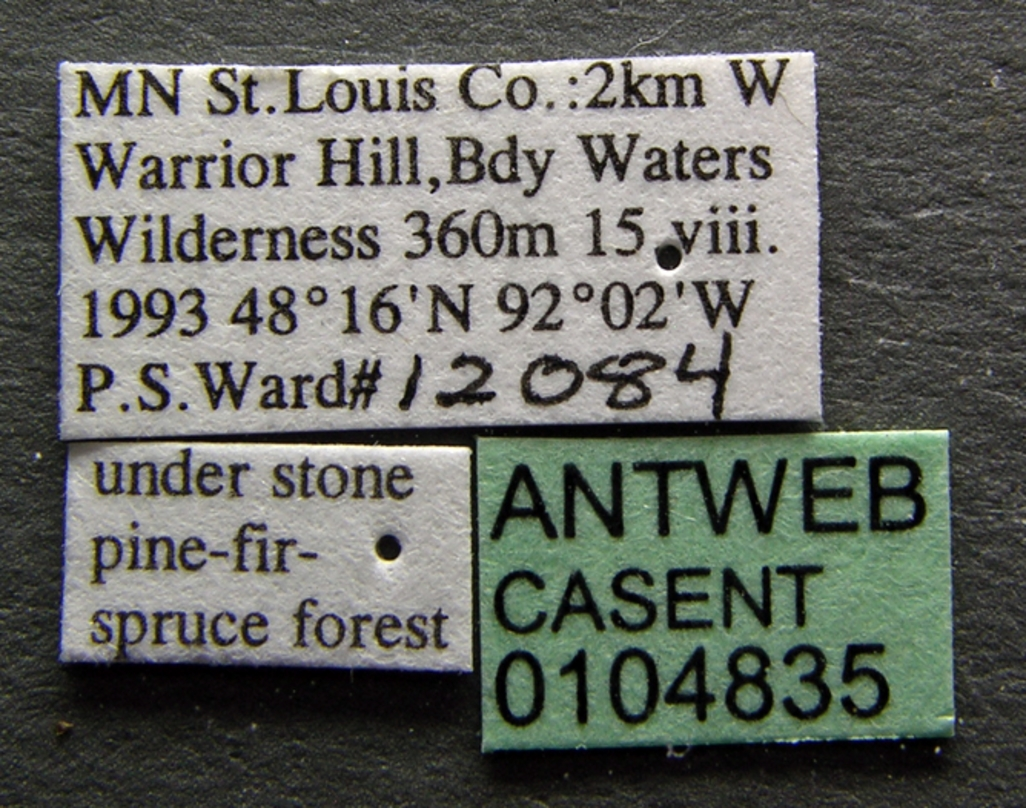
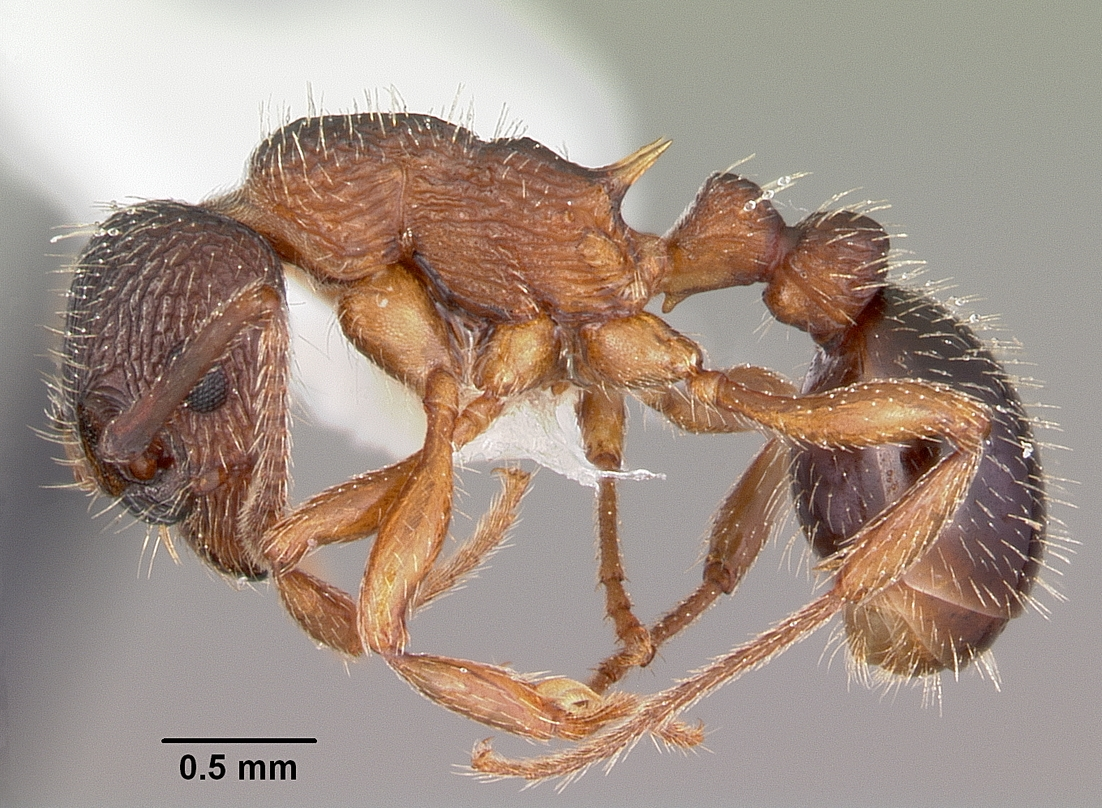
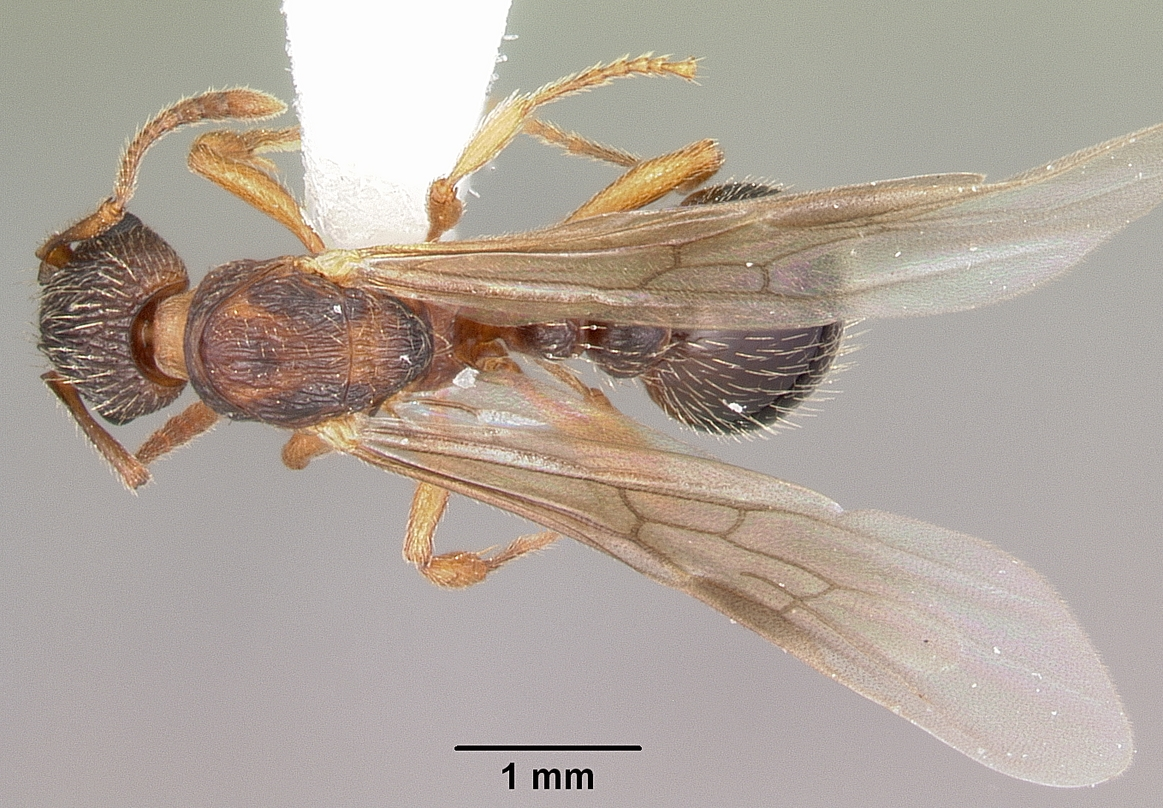
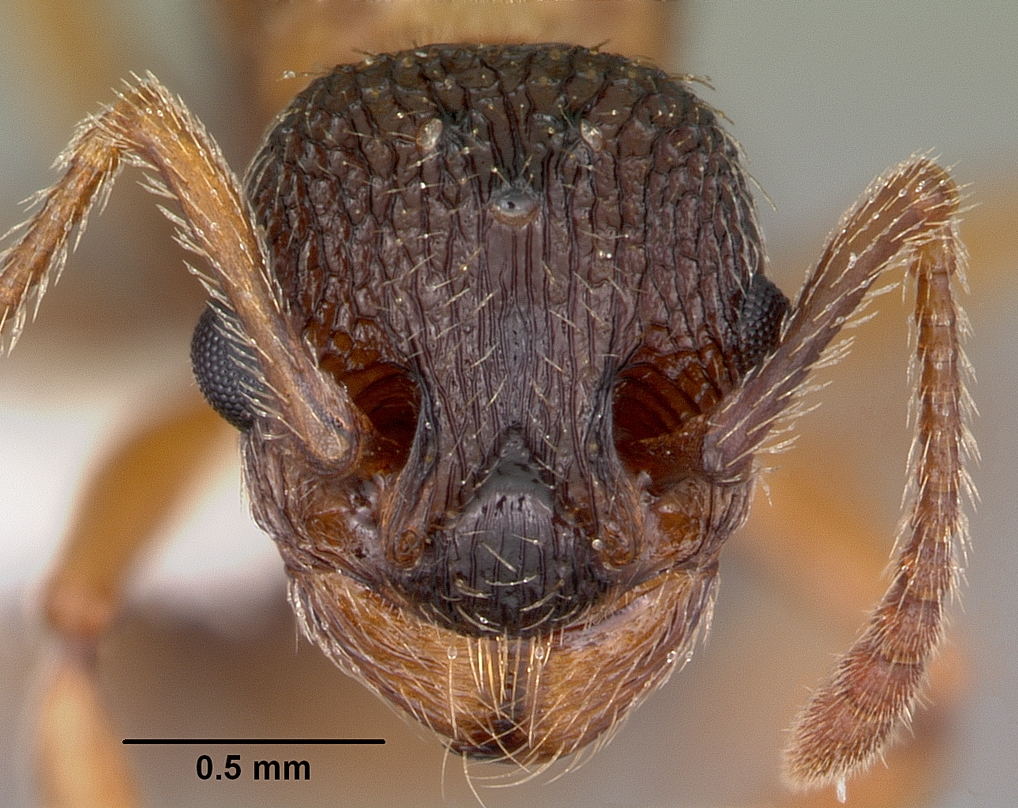